# Harrisonia
Harrisonia là một chi thực vật trong họ Simaroubaceae. Một số tài liệu xếp chúng vào họ Rutaceae.

## Các loài
- Harrisonia abyssinica Oliv.
- Harrisonia brownii[2]
- Harrisonia perforata (Blanco) Merr.